# Jevon Carter
Leroy Jevon Carter (Maywood, 14 settembre 1995) è un cestista statunitense, professionista nella NBA con i Chicago Bulls.

## Carriera
È stato selezionato dai Memphis Grizzlies al secondo giro del Draft NBA 2018 (32ª scelta assoluta).

## Statistiche

### NCAA
| Anno      | Squadra         | PG  | PT  | MP   | TC%  | 3P%  | TL%  | RP  | AP  | PRP | SP  | PP   |
| --------- | --------------- | --- | --- | ---- | ---- | ---- | ---- | --- | --- | --- | --- | ---- |
| 2014-2015 | WV Mountaineers | 35  | 4   | 23,8 | 36,0 | 31,4 | 77,0 | 2,3 | 1,8 | 1,9 | 0,1 | 8,1  |
| 2015-2016 | WV Mountaineers | 35  | 35  | 27,7 | 38,3 | 30,6 | 74,4 | 2,9 | 3,3 | 1,7 | 0,3 | 9,5  |
| 2016-2017 | WV Mountaineers | 37  | 36  | 32,0 | 43,9 | 38,9 | 77,4 | 5,0 | 3,7 | 2,5 | 0,2 | 13,5 |
| 2017-2018 | WV Mountaineers | 37  | 37  | 34,6 | 42,2 | 39,3 | 85,8 | 4,6 | 6,6 | 3,0 | 0,4 | 17,3 |
| Carriera  | Carriera        | 144 | 112 | 29,6 | 40,7 | 35,5 | 79,8 | 3,7 | 3,9 | 2,3 | 0,2 | 12,2 |

#### Massimi in carriera
- Massimo di punti: 33 vs Oklahoma State-Stillwater (10 febbraio 2018)[1]
- Massimo di rimbalzi: 11 vs Oklahoma (18 gennaio 2017)
- Massimo di assist: 12 vs Fordham (23 dicembre 2017)
- Massimo di palle rubate: 9 vs American (15 novembre 2017)
- Massimo di stoppate: 2 (5 volte)
- Massimo di minuti giocati: 45 vs Texas Tech (18 febbraio 2017)

### NBA

#### Regular Season
| Anno      | Squadra           | PG  | PT | MP   | TC%  | 3P%  | TL%  | RP  | AP  | PRP | SP  | PP  |
| --------- | ----------------- | --- | -- | ---- | ---- | ---- | ---- | --- | --- | --- | --- | --- |
| 2018-2019 | Memphis Grizzlies | 39  | 3  | 14,8 | 30,3 | 33,3 | 81,3 | 1,7 | 1,8 | 0,7 | 0,3 | 4,4 |
| 2019-2020 | Phoenix Suns      | 58  | 2  | 16,3 | 41,6 | 42,5 | 85,2 | 2,0 | 1,4 | 0,8 | 0,3 | 4,9 |
| 2020-2021 | Phoenix Suns      | 60  | 1  | 11,9 | 42,2 | 37,1 | 57,1 | 1,5 | 1,2 | 0,5 | 0,2 | 4,1 |
| 2021-2022 | Brooklyn Nets     | 46  | 1  | 12,0 | 33,3 | 33,1 | 70,0 | 1,5 | 1,0 | 0,3 | 0,2 | 3,6 |
| 2021-2022 | Milwaukee Bucks   | 20  | 2  | 17,7 | 50,6 | 55,8 | 100  | 2,2 | 2,5 | 0,5 | 0,2 | 5,6 |
| 2022-2023 | Milwaukee Bucks   | 81  | 39 | 22,3 | 42,3 | 42,1 | 81,6 | 2,5 | 2,4 | 0,8 | 0,4 | 8,0 |
| 2023-2024 | Chicago Bulls     | 72  | 0  | 13,9 | 37,8 | 32,9 | 57,1 | 0,8 | 1,3 | 0,5 | 0,2 | 5,0 |
| 2024-2025 | Chicago Bulls     | 36  | 1  | 8,9  | 37,7 | 33,3 | 80,0 | 1,1 | 1,1 | 0,4 | 0,1 | 4,3 |
| Carriera  | Carriera          | 412 | 49 | 15,2 | 39,4 | 37,9 | 79,9 | 1,7 | 1,6 | 0,6 | 0,2 | 5,2 |

#### Play-off
| Anno     | Squadra         | PG | PT | MP   | TC%  | 3P%  | TL%  | RP  | AP  | PRP | SP  | PP  |
| -------- | --------------- | -- | -- | ---- | ---- | ---- | ---- | --- | --- | --- | --- | --- |
| 2021     | Phoenix Suns    | 7  | 0  | 3,1  | 37,5 | 0,0  | 0,0  | 0,3 | 0,6 | 0,0 | 0,0 | 0,9 |
| 2022     | Milwaukee Bucks | 11 | 0  | 11,5 | 47,4 | 42,9 | 100  | 1,5 | 0,9 | 0,7 | 0,0 | 2,1 |
| 2023     | Milwaukee Bucks | 4  | 0  | 12,3 | 22,2 | 14,3 | -    | 1,0 | 1,0 | 0,3 | 0,0 | 1,3 |
| Carriera | Carriera        | 22 | 0  | 9,0  | 38,9 | 25,0 | 50,0 | 1,0 | 0,8 | 0,4 | 0,0 | 1,5 |

#### Massimi in carriera
- Massimo di punti: 36 vs Oklahoma City Thunder (9 novembre 2022)[2]
- Massimo di rimbalzi: 10 vs San Antonio Spurs (16 maggio 2021)
- Massimo di assist: 12 vs Oklahoma City Thunder (9 novembre 2022)
- Massimo di palle rubate: 5 vs Chicago Bulls (27 aprile 2022)
- Massimo di stoppate: 3 vs Atlanta Hawks (7 novembre 2022)
- Massimo di minuti giocati: 45 vs Oklahoma City Thunder (9 novembre 2022)

### G League
| Anno      | Squadra        | PG | PT | MP   | TC%  | 3P%  | TL%  | RP  | AP  | PRP | SP  | PP   |
| --------- | -------------- | -- | -- | ---- | ---- | ---- | ---- | --- | --- | --- | --- | ---- |
| 2018-2019 | Memphis Hustle | 22 | 22 | 34,5 | 43,3 | 39,3 | 85,1 | 4,5 | 6,5 | 2,6 | 0,9 | 18,4 |
| Carriera  | Carriera       | 22 | 22 | 34,5 | 43,3 | 39,3 | 85,1 | 4,5 | 6,5 | 2,6 | 0,9 | 18,4 |

## Palmarès
- NABC Defensive Player of the Year (2017, 2018)